# Municipio de Washington (condado de Jefferson, Arkansas)
El municipio de Washington (en inglés: Washington Township) es un municipio ubicado en el condado de Jefferson en el estado estadounidense de Arkansas. En el año 2010 tenía una población de 9380 habitantes y una densidad poblacional de 57,59 personas por km².

## Geografía
El municipio de Washington se encuentra ubicado en las coordenadas 34°16′26″N 92°8′15″O / 34.27389, -92.13750. Según la Oficina del Censo de los Estados Unidos, el municipio tiene una superficie total de 162.87 km², de la cual 161.04 km² corresponden a tierra firme y (1.12%) 1.83 km² es agua.

## Demografía
Según el censo de 2010, había 9380 personas residiendo en el municipio de Washington. La densidad de población era de 57,59 hab./km². De los 9380 habitantes, el municipio de Washington estaba compuesto por el 83.08% blancos, el 12.61% eran afroamericanos, el 0.35% eran amerindios, el 2.33% eran asiáticos, el 0.02% eran isleños del Pacífico, el 0.34% eran de otras razas y el 1.26% pertenecían a dos o más razas. Del total de la población el 1.35% eran hispanos o latinos de cualquier raza.